# INS Makar (J31)
Le catamaran INS Makar (J31) est le navire de tête de la classe Makar de bâtiment hydrographique moderne de la Marine indienne. Il porte le nom de la déesse mythologique Makara.

## Construction
Il a été construit en Inde par Alcock Ashdown Limited dans l'État de Gujarat. Fixée en 2008, il a été lancé deux ans plus tard à Bhavnagar et a été mis au service de la Marine à la base navale INS Kadamba, à Karwar (État de Karnataka), en septembre 2012 par le vice-amiral Shekhar Sinha, commandant du Western Naval Command (en).

## Description

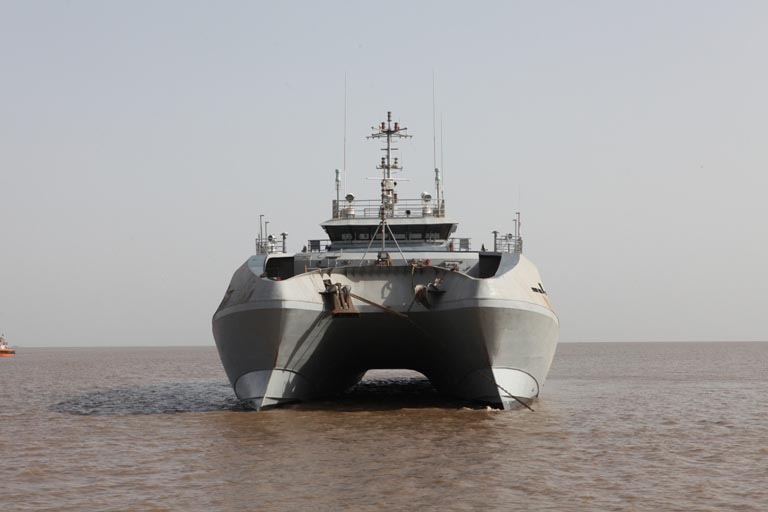
INS MAKAR

L'INS Makar est chargé de réaliser des levés hydrographiques pour la production de cartes de navigation et est capable de collecter des informations sur l'environnement marin en effectuant des levés océanographiques limités. 
Equipé de quatre moteurs et de deux propulseurs d'étrave, Makar dispose d'un système intégré de gestion de la plate-forme qui combine les systèmes de puissance, de navigation et de propulsion du navire. Il transporte également à bord des bateaux à moteur de recherche, des véhicules sous-marins autonomes (AUV) et des véhicules sous-marins télécommandés (ROV) pour la réalisation des enquêtes. Makar est en outre équipé d'une large gamme d'équipements de sondage comprenant des systèmes de sondage, des profileurs de fond et un système de positionnement dynamique avancé.

### Note et référence
- (en) Cet article est partiellement ou en totalité issu de l’article de Wikipédia en anglais intitulé « INS Makar (J31) » (voir la liste des auteurs).